# Lucy Pearl
Lucy Pearl was een R&B-supergroep, in 1999 opgericht door voormalig Tony! Toni! Toné!-lid Raphael Saadiq. De andere leden van Lucy Pearl waren Dawn Robinson (En Vogue) en Ali Shaheed Muhammad (A Tribe Called Quest). Ze brachten hun titelloze debuutalbum Lucy Pearl uit in 2000.
Na twee singles, "Dance Tonight" en "Don't Mess with My Man", vertrok Dawn Robinson en werd zij vervangen door Joi Gilliam. De nieuwe formatie bracht het nummer "Without You" uit. De groep ging kort daarna, zonder uitbrengen van nieuw materiaal, uit elkaar.

## Prijzen en nominaties
2001 43rd Grammy Awards
- Best R&B Vocal Performance by a Duo or Group "Dance Tonight" - Lucy Pearl (genomineerd)

2001 28th American Music Awards
- Favorite Soul/R&B Band/Duo/Group Lucy Pearl (genomineerd)

2000 15th Soul Train Music Awards
- Best R&Soul Single - Group, Band or Duo "Dance Tonight" - Lucy Pearl (genomineerd)
- Best R&B/Soul Album - Group Band or Duo "Lucy Pearl" - Lucy Pearl (genomineerd)